# Teresa Guiccioli

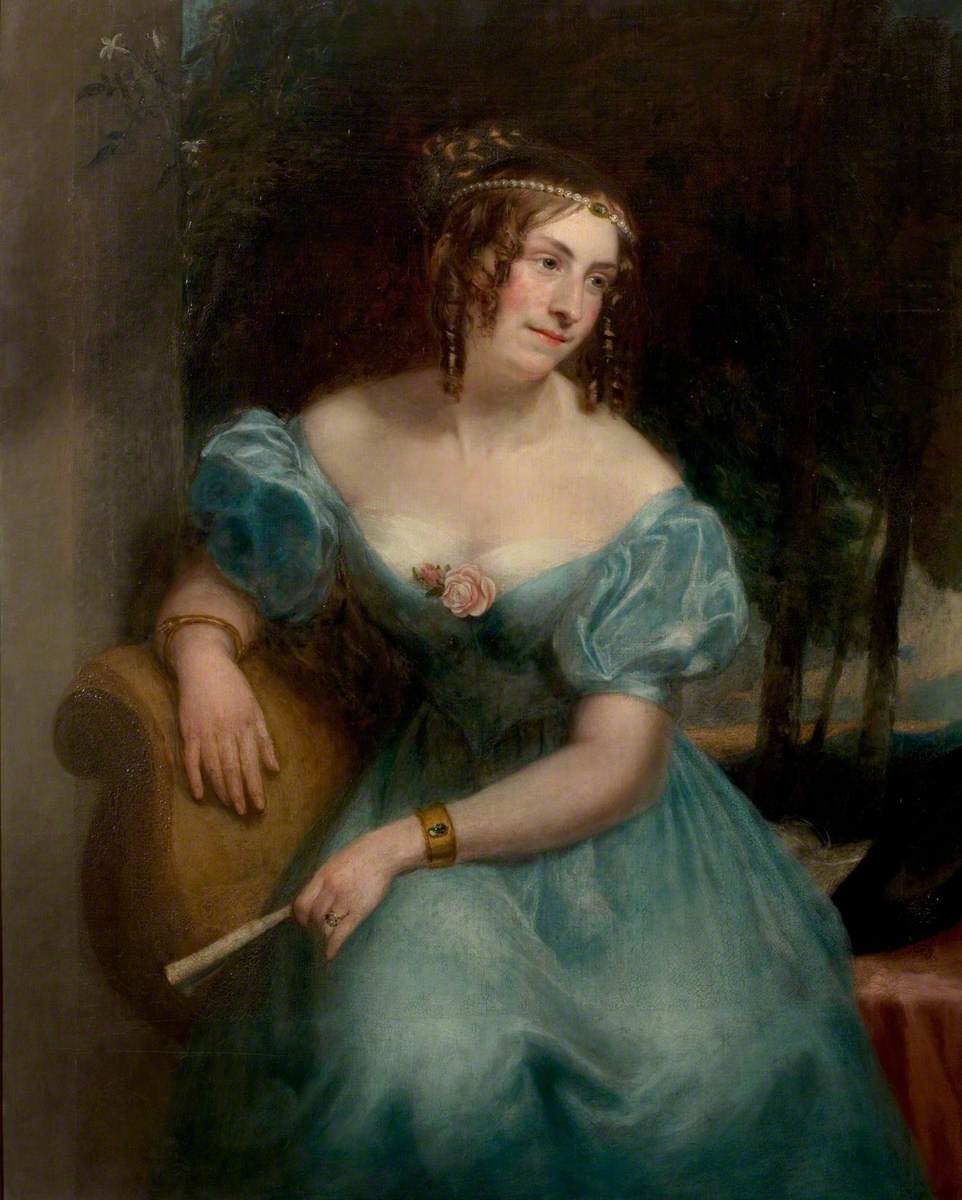
Teresa, Contessa di Guiccioli

Teresa Guiccioli (* 1800; † 1873) war eine italienische Adlige und Geliebte des Dichters Lord Byron.
1819 begann sie eine Liebesbeziehung zu Lord Byron, die vier Jahre andauerte.
1820 kam es durch Erlaubnis des Papstes zu einer offiziellen Trennung zwischen dem Grafen Guiccioli und Teresa, unter der Bedingung, dass sie unter den Schutz ihres Vaters, des Grafen Gamba, kam. Sie zog zu ihm in die Nähe von Ravenna, während Byron in Ravenna blieb. Nach einiger Zeit wurde es Byron wieder erlaubt, sich mit Teresa zu treffen. Er wurde von der Familie Gamba freundlich aufgenommen.
1820 schloss sich Byron der italienischen Freiheitsbewegung der Carbonari an, zu der auch Teresa Guicciolis Familie enge Verbindungen unterhielt. Im Juli 1820 wurden Graf Gamba und Teresas Bruder Pietro aufgrund ihrer Verbindung zu den Carbonari aus Ravenna verbannt. Teresa Guiccioli schloss sich ihnen an. Byron entschied sich, Ravenna zu verlassen und nach Pisa zu ziehen, wohin ihm Guiccioli folgte.
Im Juli 1823 beschloss Byron nach Griechenland zu reisen, um dort den Freiheitskampf der Griechen gegen das Osmanische Reich zu unterstützen. Teresa Guicciolis Bruder, Graf Pietro Gamba, begleitete ihn. So kam es zur Trennung zwischen Lord Byron und Teresa Guiccioli, die nun zusammen mit ihrer Familie nach Ravenna zurückkehrte, da der Bann gegen die Familie Gamba inzwischen aufgehoben worden war.
Nach seinem Tod schrieb sie ein Buch über ihren Geliebten: Vie de Lord Byron en Italie.

## Rezeption
Im Abenteuerroman Der Graf von Monte Christo setzte der französische Schriftsteller Alexandre Dumas ihr mit der Figur der Gräfin G... ein literarisches Denkmal.
Der Protagonist eines Romans des Literaturnobelpreisträgers J. M. Coetzee, Schande, arbeitet an einer Oper über Byron aus der Sichtweise Guicciolis.